# Francouzská cizinecká legie
Francouzská cizinecká legie (francouzsky Légion étrangère) je elitní jednotka francouzských ozbrojených sil založená v roce 1831. Byla založena jako jednotka zahraničních dobrovolníků, protože cizincům byla po červencové revoluci v roce 1830 zakázána účast v regulérních jednotkách francouzské armády.
Původně byla určena k ochraně francouzského koloniálního panství, ale účastnila se i evropských válek (prusko-francouzská válka, obě světové války). Po rozpadu francouzského koloniálního panství v 60. letech 20. stol. byla existence legie ohrožena, ale v současnosti se legie z krize dostala a jednotky cizinecké legie v 90. letech 20. století sloužily v mírových silách OSN v bývalé Jugoslávii či za první války v Perském zálivu (1990–1991).
Poté, co legionář úspěšně odsloužil v cizinecké legii minimálně tři roky, může požádat o francouzské státní občanství. Nesmí sloužit pod svým skutečným jménem a musí sloužit se „ctí a věrností“. Legionář, který byl zraněn v bitvě, může zažádat o francouzské občanství, v souladu se slavným heslem cizinecké legie – „Synem Francie se cizinec stává nikoliv krví přijatou, ale krví obětovanou.“ – „Etranger devenu fils de France non par le sang reçu, mais par le sang versé.“

## Historie

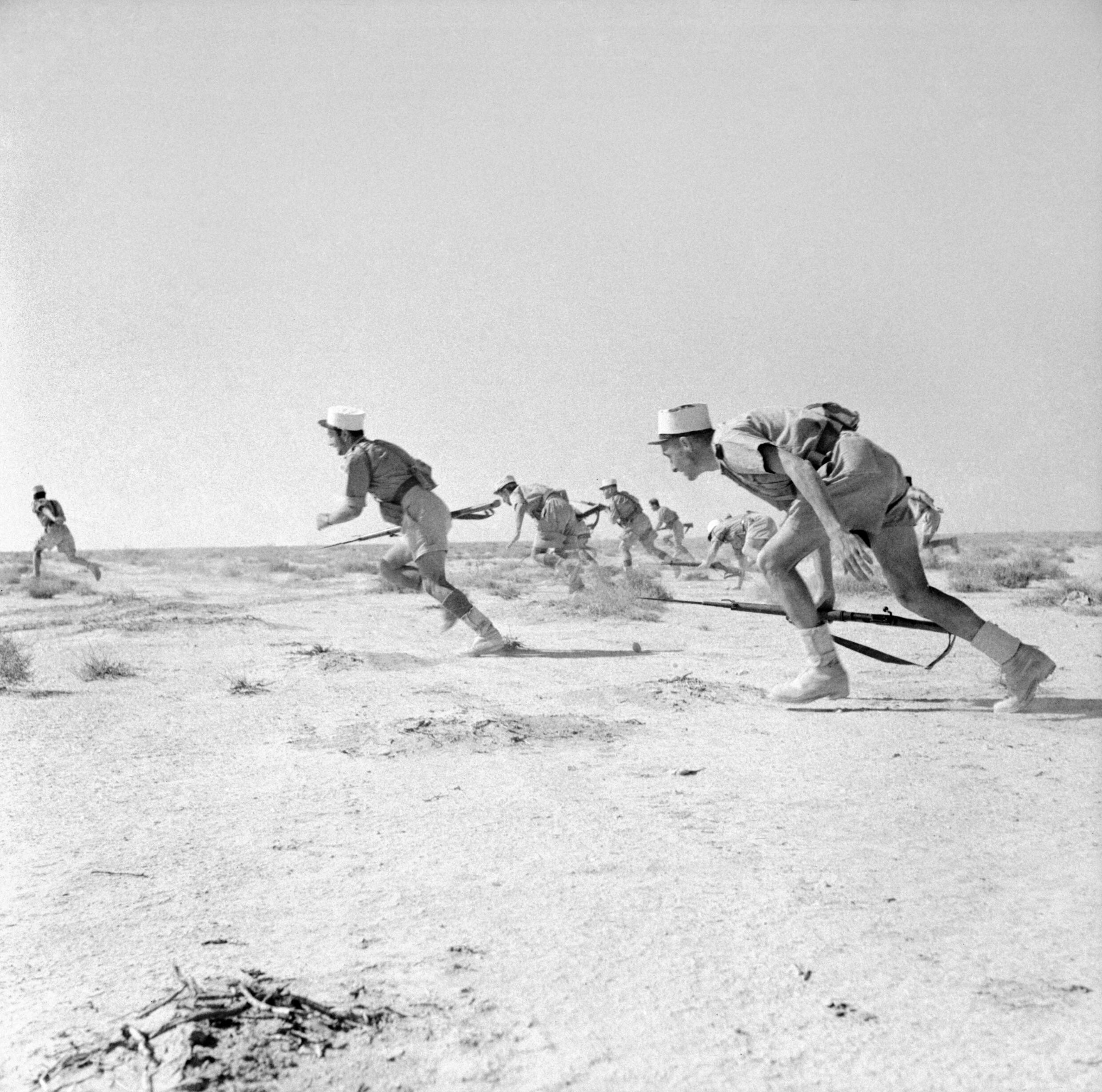
Útok legionářů v roce 1942 v bitvě o Bir Hakeim

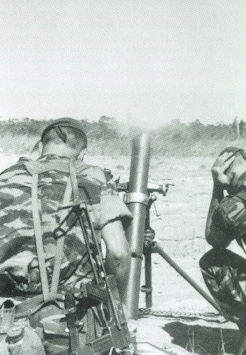
Bitva v Kolwezi, 1978

Francouzskou cizineckou legii založil 10. března 1831 francouzský král Ludvík Filip na popud maršála Soulta ve snaze obejít zákon z roku 1830 zakazující přijímat cizince do francouzské armády. Zákon ze dne 9. března 1831 povoluje vytváření legie z cizinců ve Francii, a vojenské sbory složené z domorodců a cizinců mimo pevninu za účelem čelit hrozbám mimo království. I přes to se legie zúčastnily téměř všech francouzských válek i na území kontinentální Francie, a to poprvé při francouzsko-pruské válce (1870–1871).
Jedním z účelů legie bylo odstranit rušivé prvky ze společnosti a využít je v boji proti nepřátelům Francie. Legionářem se mohl stát kdokoli ve věku 17–40 let. Základ legie tvořili žoldáci z řad švýcarské gardy, Němci, Španělé, Portugalci, Italové, Belgičané, Nizozemci a Poláci. V řadách legie byli mj. uprchlí vězni, vrazi, obyčejní zločinci, žebráci, ale také nežádoucí přistěhovalci a odpůrci režimu (sporné tvrzení).[zdroj⁠?!]
Na konci roku 1831 byla legie poslána do Alžírska s cílem rychle doplnit a posílit tzv. Armée d'Afrique, jež měla chránit a rozšiřovat francouzskou koloniální říši. Právě Alžírsko se stalo na 130 let domovem legie a výrazně přispělo k jejímu charakteru. První legionáři to v Alžírsku neměli snadné. Byli špatně vycvičeni i vystrojeni, měli velice nízký či dokonce žádný žold a byli posíláni na ty nejhorší úkoly. Připočteme-li ke špatným životním podmínkám těžké ztráty, je více než jasné, že morálka legionářů nebyla zrovna vysoká. Navíc důvodem ke vstupu do legie byla většinou hmotná nouze nebo skrývaní se před zákonem spíše než vlastenectví, a tak se dezerce stala zásadním problémem demotivovaného mužstva. Proto byla v legii zřízena mnohem přísnější disciplína, než byla obvyklá u pravidelné francouzské armády.
V roce 1835 byla legie vržena do španělské občanské války. Po skončení války v roce 1838 byla legie rozpuštěna, ale brzy na to vznikla „nová legie“. V druhé polovině 19. století už působila legie takřka na celém světě, všude tam, kde měla Francie své koloniální zájmy. Zasáhla do bojů například na Krymu (1854–1856), v Itálii (1859) nebo dokonce v Mexiku (1863–1867) a v mnoha dalších konfliktech v různých částech světa. V bitvě u Camarónu zaútočilo 3000 Mexičanů na 65 příslušníků legie, kteří se odmítli vzdát, a bojovali, dokud skoro všichni nepadli. Legionáři bojovali v obou světových válkách, a to převážně v severní Africe. Po kapitulaci Německa za druhé světové války se k legii přidalo spousta příslušníků Wehrmachtu a možná i SS, kteří by jinak čelili soudu za válečné zločiny. V letech 1946–1954 se legie účastnila tažení v Indočíně, kde byla poražena jednotkami Viet Minhu v obrovské bitvě u Dien Bien Phu. Zanedlouho byla legie opět povolána do další válečné činnosti, tentokrát znovu do Alžírska, ze kterého byla roku 1962 definitivně stažena. Dnes zůstává cizinecká legie důležitou součástí francouzské armády – přežila tři republiky, druhé francouzské císařství, dvě světové války, zrušení všeobecné branné povinnosti, demontáž francouzské koloniální říše či ztrátu své dlouholeté základny v Alžírsku.

## Složení cizinecké legie

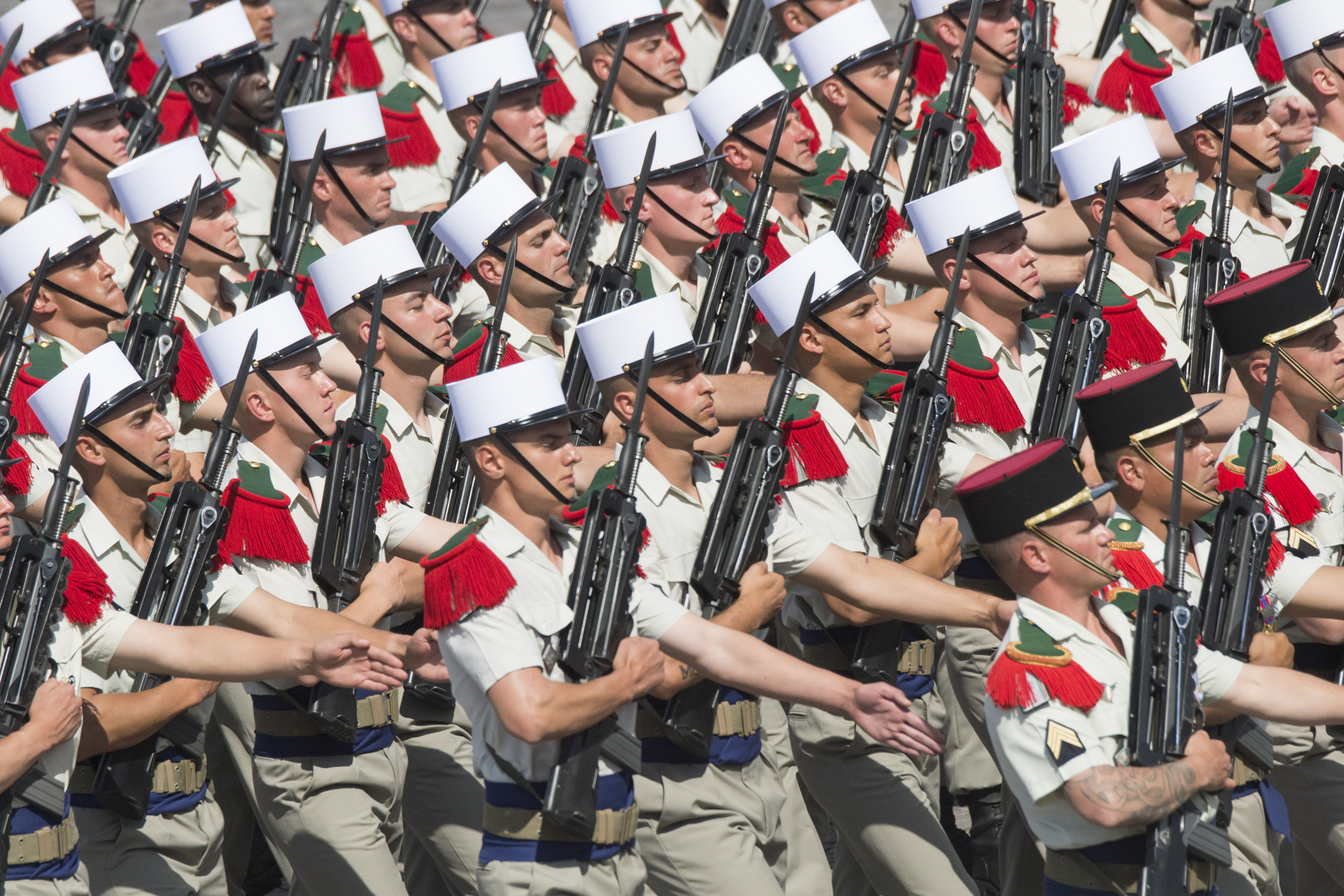
Legionáři na vojenské přehlídce 14. července na Champs-Élysées v Paříži

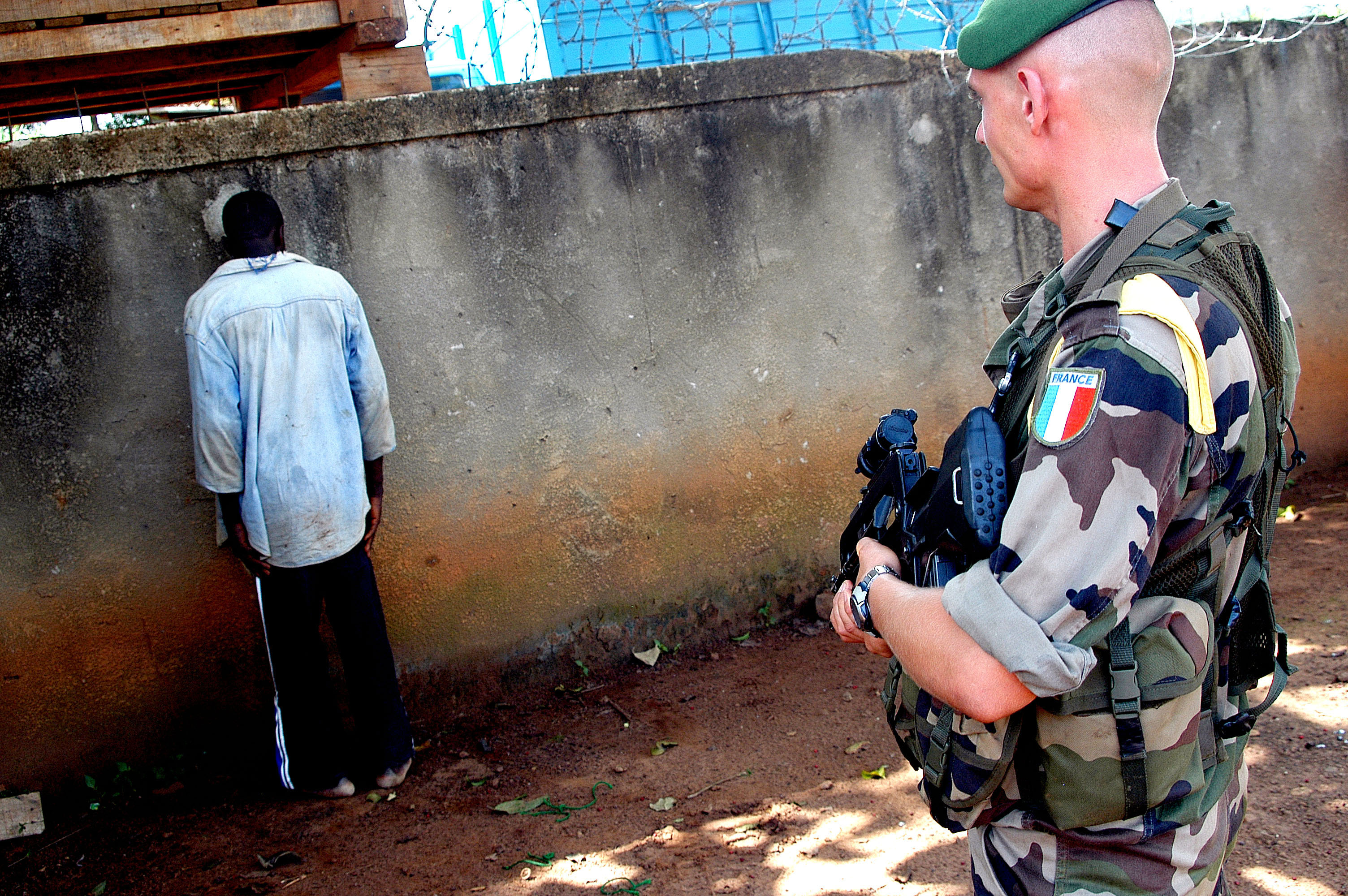
Legionář se zajatým rebelem; Pobřeží slonoviny 10. srpna 2004

V minulosti útvary legie nebyly dislokovány v kontinentální Francii s jedinou výjimkou válečných časů. Do roku 1962 sídlilo velitelství cizinecké legie v Sidi-Bel-Abbès v Alžírsku. V současnosti jsou některé jednotky dislokovány na Korsice a v zámořských územích Francie, další jednotky se nacházejí na jihu Francie. Velitelství legie se nachází v jihofrancouzském Aubagne, nedaleko Marseille.
Cizinecká legie se dělí na 9 pluků a jednu nezávislou jednotku. V legii slouží v současnosti mezi sedmi až osmi tisíci profesionálních vojáků. Z toho je okolo 400 důstojníků, 1700 poddůstojníků a přes pět a půl tisíce řadových vojáků – mužstva.
- Administrativní a školicí jednotky:

Velitelství cizinecké legie – COMLE (Le Commandement de la Légion étrangère)
1. cizinecký pluk – 1 RE (1er Régiment étranger)
4. cizinecký pluk – 4 RE (4ème Régiment étranger)
Náborový pluk – GRLE (Le Groupement de recrutement de la Légion étrangère)
- Bojové jednotky:

1. mobilní (jízdní) cizinecký pluk – 1 REC (1er Régiment étranger de cavalerie)
1. ženijní cizinecký pluk – 1 REG (1er Régiment étranger de génie)
2. ženijní cizinecký pluk – 2 REG (2ème Régiment étranger de génie)
2. pěchotní cizinecký pluk – 2 REI (2ème Régiment étranger d'infanterie)
2. výsadkový cizinecký pluk – 2 REP (2ème Régiment éntranger de parachutistes)
- Zámořské jednotky:

3. pěchotní cizinecký pluk – 3 REI (3ème Régiment étranger d'infanterie)
13. cizinecká půlbrigáda – 13 DBLE (13ème Demi-brigade de Légion étrangère)
Oddíl cizinecké legie v Mayotte – DLEM (Détachement de Légion étrangère de Mayotte)

## Kodex cti
Legionáři by se měli řídit kodexem cti, který má sedm hlavních bodů:
1. Legionáři, budeš dobrovolně chránit Francii věrně a se ctí.
2. Každý legionář je tvůj bratr ve zbrani, bez ohledu na svoji národnost, rasu či vyznání. Budeš to prokazovat solidaritou, která panuje mezi členy rodiny.
3. Respektuj legionářské tradice a cti své nadřízené. Buď silný, odvážný, věrný a čestný.
4. Buď hrdý na to, že jsi legionář, měj svou uniformu vždy dokonalou, chovej se vždy důstojně, ale skromně, a buď vždy čistý a upravený.
5. Jsi elitní voják, budeš řádně trénovat, udržovat svou zbraň, jako kdyby to byl tvůj nejdražší majetek, a buď vždy v kondici.
6. Zadaný úkol dotáhneš vždy do konce, a bude-li to nutné, i za cenu vlastního života.
7. Budeš bojovat bez vášně nebo nenávisti ke svému úkolu. Budeš respektovat poraženého nepřítele a nikdy neopustíš své mrtvé, raněné či svou zbraň.

## Hesla
- „Legio Patria Nostra“ (Legie je naše vlast) – neoficiální motto
- „Honneur et Fidélité“ (Čest a věrnost) – oficiální motto

## Galerie

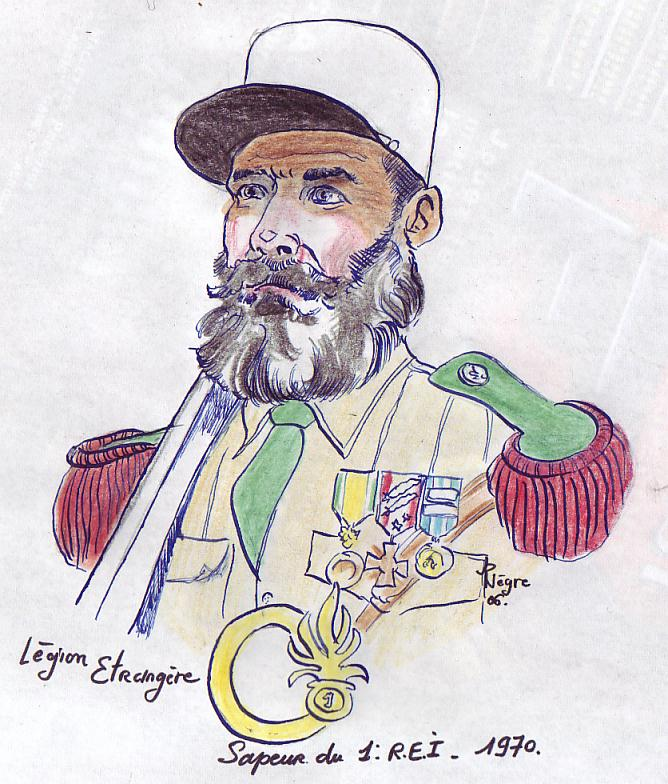
Ženisté (sapeurs); příslušníci cizinecké legie tradičně nosí dlouhé vousy (jsou jim tolerovány)
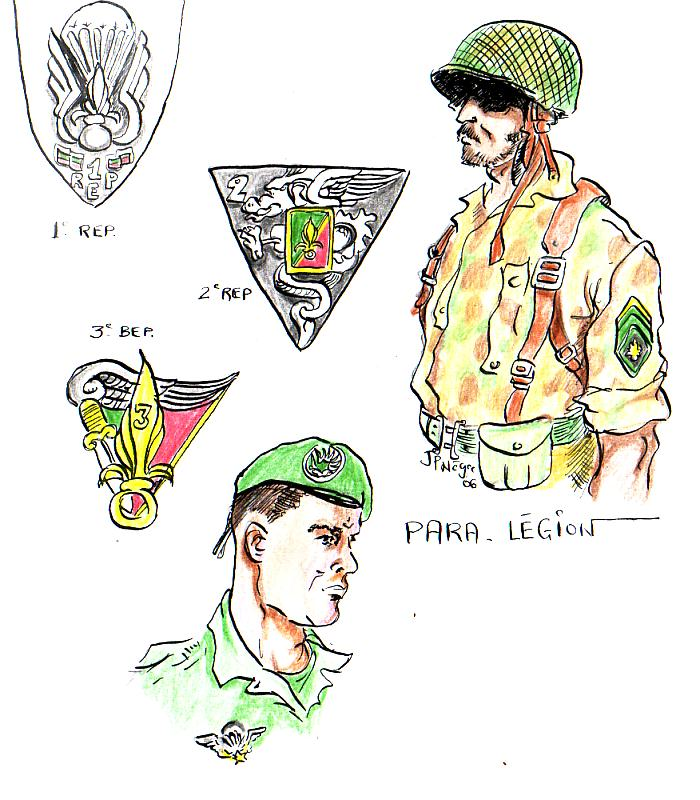
Uniformy cizinecké legie za indočínské války
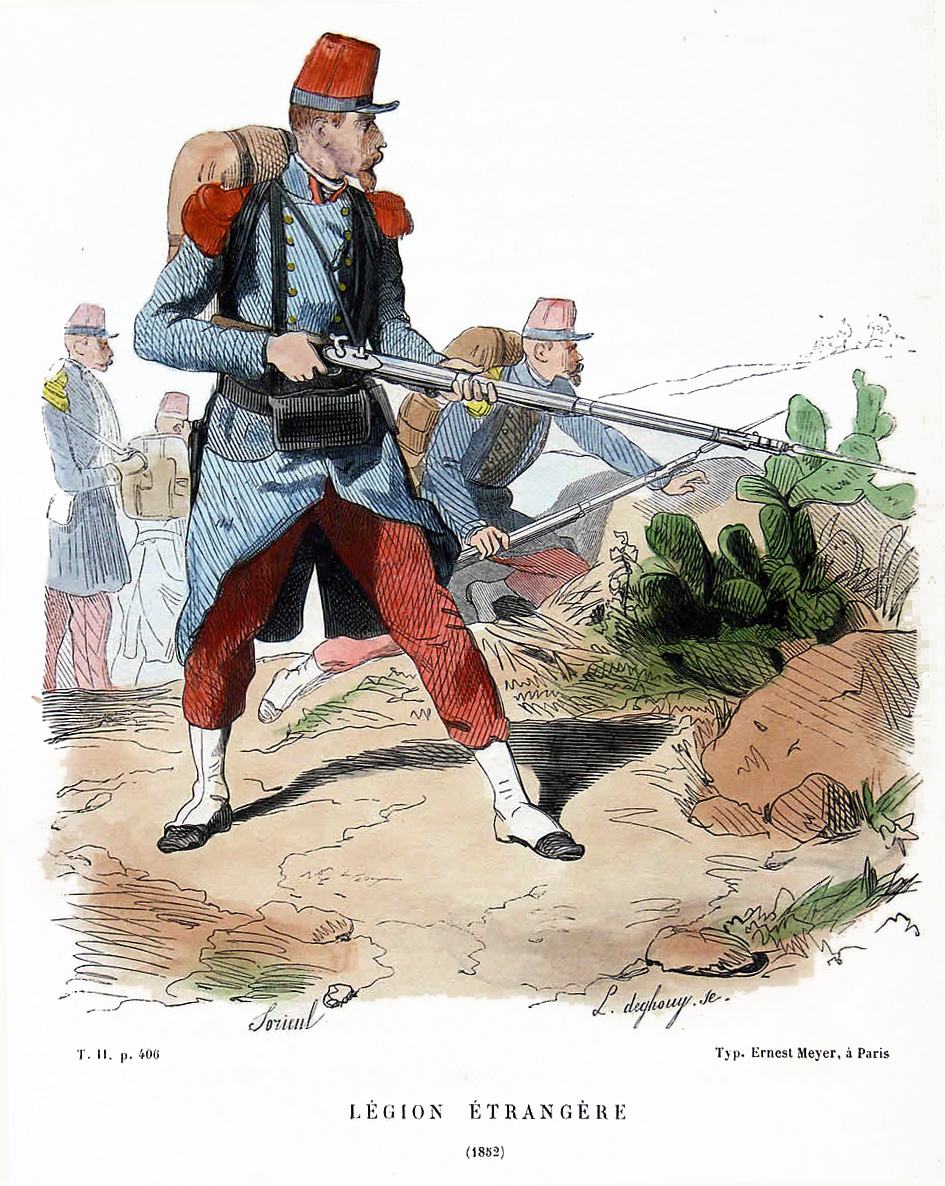
Légion Étrangère v roce 1852